# Prumnacris rainierensis
Prumnacris rainierensis är en insektsart som först beskrevs av Andrew Nelson Caudell 1907.  Prumnacris rainierensis ingår i släktet Prumnacris och familjen gräshoppor. Inga underarter finns listade i Catalogue of Life.